# Hellbound (álbum de The Living End)
Hellbound é o EP de estreia da banda The Living End, lançado em 1995.

## Faixas
Todas as faixas escritas e compostas por Chris Cheney, exceto onde anotado.
1. "Trace of Doubt" - 3:55
2. "Hellbound" - 4:44
3. "Table Top Show" - 3:03
4. "The Living End" - 2:53
5. "Strange" - 4:22
6. "Headlines" - 3:08
7. "Mispent Youth" - 2:51
8. "So Lonely" (Chris Cheney/Scott Owen) -	2:39